# Lista de prémios de ficção científica
O gênero artístico ficção científica possui numerosos prêmios para reconhecimento de autores, editores e ilustradores.
Abaixo, segue uma lista dos prêmios:

## Prêmios internacionais
- Prix Apollo
- Arthur C. Clarke Award
- BSFA Awards (British Science Fiction Association Awards)
- John W. Campbell Memorial Award for Best Science Fiction Novel
- Philip K. Dick Award
- Hugo
- Locus
- Nebula
- Rhysling - para melhor poesia de FC, conferido pela Science Fiction Poetry Association
- Saturn - cinema e televisão no gênero FC
- Seiun
- Edward E. Smith Memorial Award - Skylark
- Theodore Sturgeon Memorial Award for best short science fiction

## Prêmios de âmbito nacional
- Aurealis Award
- Aurora Award - para FC canadense
- Chandler Award - para FC australiana
- The Constellation Awards - para os melhores filmes cinematográficos e televisivos feitos no Canadá
- Ditmar Award - Austrália
- Endeavour Award- para o(s) melhor(es) autor(es) de FC do Pacífico Noroeste
- Janusz A. Zajdel Award - prêmio do fandom polonês
- Nautilus Award - prêmio polonês
- Paul Harland Prize - para FC alemã
- SFera Award - conferido por SFera, uma sociedade de FC croácia
- Sir Julius Vogel Award - para FC da Nova Zelândia
- Tähtivaeltaja - para o melhor romance de FC finlandês
- Premio Urania - para FC italiana
- Prêmio Argos - para FC brasileira

- Prêmio Nova
- Prêmio Caminho de Ficção Científica - prémio já extinto para FC portuguesa e lusófona

## Prêmios temáticos
- Tiptree Award
- Gaylactic Spectrum Awards
- Lambda Literary Award
- Sidewise Award for Alternate History
- Prometheus Award - Melhor FC libertária
- Geffen Award - prêmio Israel

## Escritores estreantes
- Writers of the Future - concurso para novos autores
- Jack Gaughan Award para melhor autor estreante
- Illustrators of the Future - concurso para ilustradores
- John W. Campbell Award for Best New Writer
- Compton Crook Award para melhor primeiro romance

## Prêmios de Reconhecimento pelo Conjunto da Obra
- Damon Knight Memorial Grand Master Award - associado com o Nebula